# نقرة واحدة

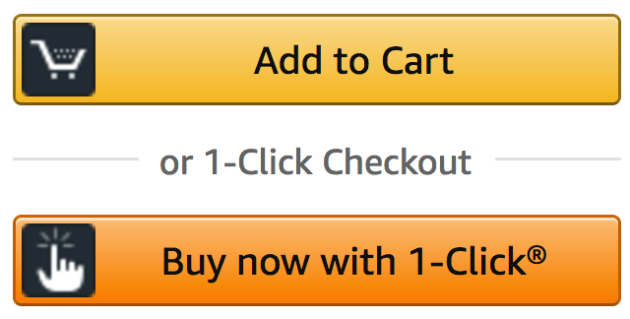
يقدم موقع Amazon.com خيار إضافة عنصر إلى سلة التسوق الخاصة بالمستخدم، أو شرائه فورًا باستخدام نقرة واحدة

النقرة الواحدة ( بالانجليزية : Click-1 ) ، والتي تسمى أيضًا بنقرة الواحدة أو الشراء بنقرة واحدة ، هي تقنية تسمح للعملاء بإجراء عمليات شراء مع إدخال معلومات الدفع اللازمة لإكمال عملية الشراء بواسطة المستخدم مسبقًا.
على وجه التحديد، فإنه يسمح للمتسوق عبر الإنترنت باستخدام مواقع التسوق الالكترونية لشراء منتج دون الحاجة إلى استخدام برنامج عربة التسوق ٍٍ.
وبدلاً من إدخال معلومات الفوترة والشحن يدويًا لعملية شراء، يمكن للمستخدم استخدام الشراء بنقرة واحدة لاستخدام عنوان محدد مسبقًا ورقم بطاقة ائتمان لشراء عنصر واحد أو أكثر.
منذ انتهاء صلاحية براءة اختراع أمازون، ظهرت منصات تجربة الدفع، مثل ShopPay، وSimpler، وPeachPay، وZplit، وBolt والتي تقدم نظم دفع مماثلة لطريقة دفع بنقرة واحدة.

## براءة اختراع
أصدر مكتب الولايات المتحدة لبراءات الاختراع والعلامات التجارية (USPTO) براءة اختراع  لهذه التقنية لشركة أمازون Amazon.com في سبتمبر من عام 1999. كما تمتلك شركة Amazon.com أيضًا العلامة التجارية "1-Click".
في 12 مايو 2006، أمر مكتب براءات الاختراع والعلامات التجارية الأمريكي بإعادة فحص براءة اختراع "النقرة الواحدة"، بناءً على طلب قدمه بيتر كالفيلي. استشهد كالفلي ببراءة اختراع سابقة للتجارة الإلكترونية ونظام النقد الإلكتروني Digicash كحالة فنية سابقة .
في 9 أكتوبر 2007، أصدر مكتب براءات الاختراع والعلامات التجارية الأمريكي إجراءً مكتبيًا في إعادة الفحص والذي أكد على قابلية الحصول على براءة اختراع للمطالبات من 6 إلى 10 من براءة الاختراع. ومع ذلك، رفض فاحص براءة الاختراع المطالبات من 1 إلى 5 ومن 11 إلى 26. في نوفمبر 2007، ردت أمازون بتعديل المطالبات الأوسع (1 و11) لتقييدها بنموذج عربة التسوق للتجارة. كما قدموا أيضًا عدة مئات من المراجع لكي ينظر فيها الفاحص. في مارس 2010، تمت الموافقة على براءة الاختراع التي تمت إعادة فحصها وتعديلها.
انتهت صلاحية براءة اختراع أمازون الأمريكية في 11 سبتمبر 2017.
في أوروبا، تم تقديم طلب براءة اختراع  بشأن نظام الطلب بنقرة واحدة إلى المكتب الأوروبي لبراءات الاختراع (EPO) ولكن تم رفضه من قبل المكتب في عام 2007 بسبب الخطوة المبهمة ؛ وتم تأييد القرار في عام 2011.
تم منح براءة اختراع ذات صلة بطلب الهدايا في عام 2003، ولكن تم إلغاؤها في عام 2007 بعد حدوث معارضة على الاختراع .
وفي كندا، قضت المحكمة الفيدرالية الكندية بأنه لا يمكن رفض براءة اختراع النقرة الواحدة باعتبارها طريقة تجارية بحتة لأنها كانت ذات تأثير مادي.
ثم أعادت المحكمة الطلب إلى مكتب براءات الاختراع الكندي لإعادة النظر فيه.

## الترخيص

### شركة أبل
في عام 2000، قامت شركة Amazon.com بترخيص الطلب بنقرة واحدة لشركة Apple Computer (التي أصبحت الآن شركة Apple Inc. ) لاستخدامها في متجرها عبر الإنترنت.
ثم أضافت شركة Apple بعد ذلك الطلب بنقرة واحدة إلى متجر iTunes و متجر iPhoto . وقد دفعت شركة أبل مليون دولار للحصول على ترخيص براءة الاختراع.

### بارنز اند نوبل
رفعت أمازون دعوى قضائية بشأن انتهاك براءة اختراعها في أكتوبر 1999 ردًا على عرض بارنز أند نوبل لخيار الطلب بنقرة واحدة المسمى "Express Lane". وبعد مراجعة الأدلة، أصدر القاضي أمرًا قضائيًا أوليًا يأمر فيه شركة بارنز أند نوبل بالتوقف عن تقديم خدمة Express Lane حتى يتم تسوية القضية.
ثم طورت شركة بارنز أند نوبل طريقة للتصميم حول براءة الاختراع من خلال مطالبة المتسوقين بإجراء نقرة ثانية لتأكيد عملية الشراء.
وقد تمت تسوية الدعوى القضائية في عام 2002. ولم يتم الكشف عن شروط التسوية، بما في ذلك ما إذا كانت شركة بارنز أند نوبل قد حصلت على ترخيص لاستخدام براءة الاختراع أو دفعت أي أموال إلى أمازون.
ردًا على الدعوى القضائية، حثت مؤسسة البرمجيات الحرة على مقاطعة Amazon.com. وقد تم رفع المقاطعة من قبل GNU في سبتمبر 2002.